# Baños de Roxelana

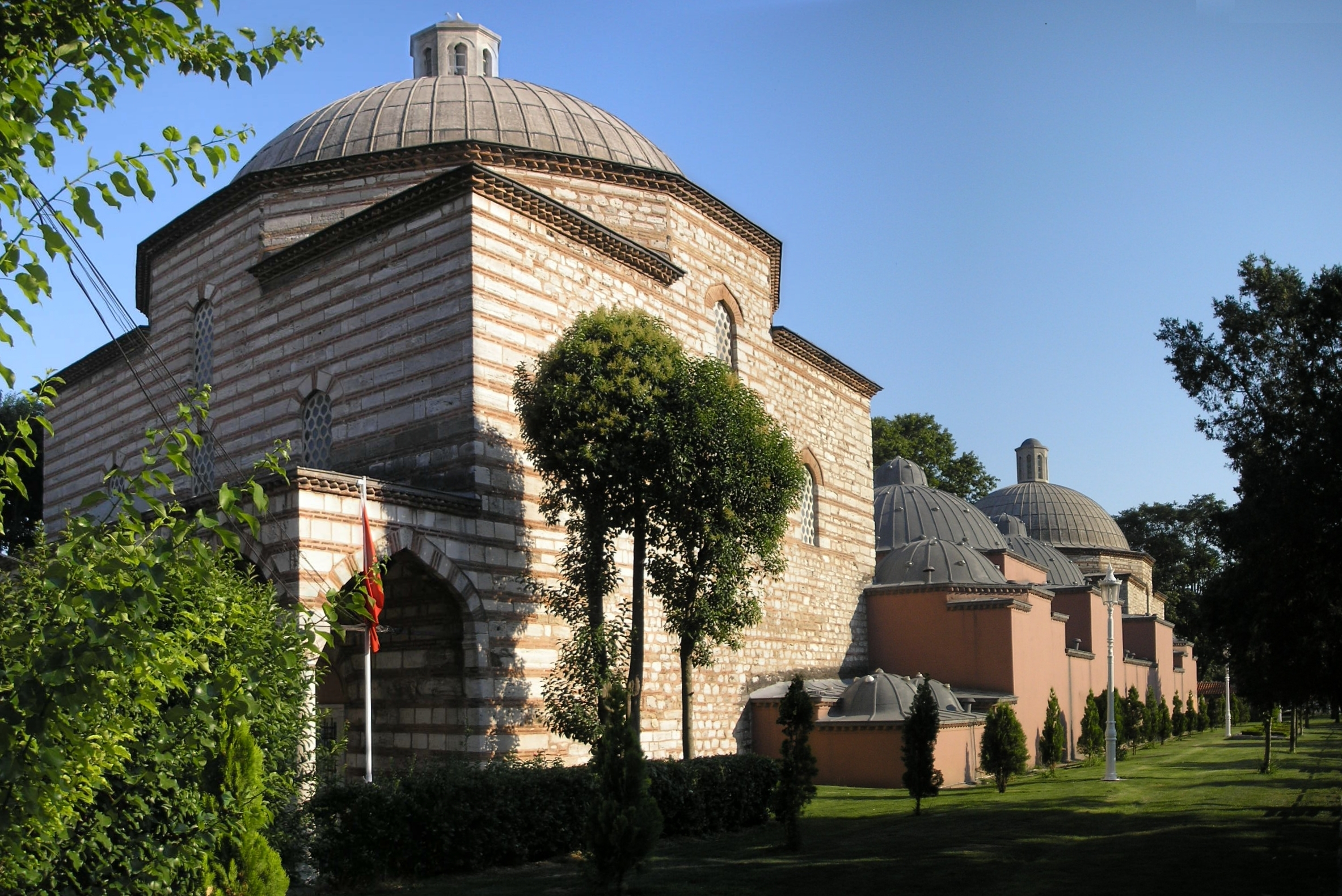
Los Baños de Roxelana

Los Baños de Roxelana, casa de baños Hagia Sophia Hurrem Sultan (en turco: Ayasofya Haseki Hürrem Sultan Hamamı) son un baño turco (hamam) construido en el siglo XVI en Estambul, Turquía.
Los baños fueron construidos en el siglo XVI por el arquitecto real Sinan por orden de Solimán el Magnífico y fueron bautizados con el nombre de Roxelana (nombre turco Hurrem Sultan), consorte y esposa del sultán. Fueron construidos en el sitio de los históricos Baños de Zeuxippos para la comunidad religiosa de la cercana Santa Sofía.
En 2007 se inició su restauración que finalmente devolvió al edificio a su fin y belleza original constituyendo actualmente uno de los baños turcos más famosos de Estambul. 
Se puede distinguir la disposición simétrica del edificio del que destacan el camekan (gran vestíbulo) y la soğukluk (estancia intermedia).

## Arquitectura
La casa de baños pública fue construida como un edificio de caridad por el arquitecto Mimar Sinan en 1556. La estructura de 75 m de largo está diseñada en el estilo de los baños otomanos clásicos con dos secciones separadas y simétricas para hombres y mujeres. Las dos secciones, situadas en dirección norte-sur, se encuentran a lo largo del mismo eje, lo que constituyó una novedad en la arquitectura del baño turco. La sección de hombres se encuentra en el norte mientras que la de mujeres está en el sur.

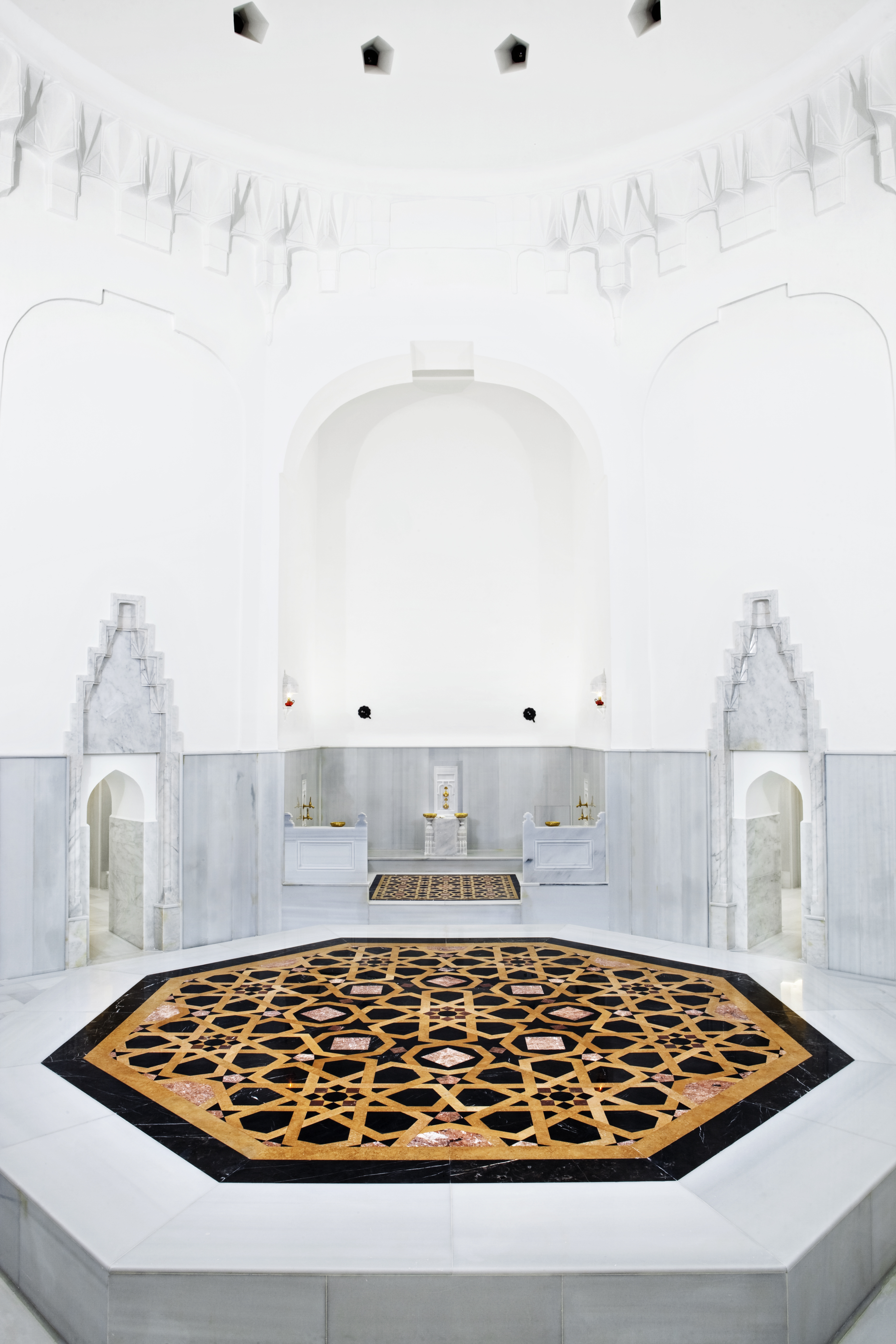
Interior del Hammam de Hürrem Sultan en Santa Sofía en el siglo XXI.

Los muros exteriores están construidos en hileras de un sillar y dos ladrillos. Los vestidores de la sección masculina tienen cuatro ventanas con vitrales de arco apuntado arriba en la fachada, mientras que los vestidores de mujeres tienen tres ventanas. Las entradas de ambas secciones están alejadas. La entrada a la sección masculina se encuentra en el norte y la de la femenina en el occidente. 
A diferencia de la arquitectura de otros baños turcos, hay una stoa con una cúpula en el centro de la parte delantera de la sección masculina. Los techos de la cúpula y la stoa están decorados con ladrillos y cubiertos con láminas de plomo. Una palmeta roja y blanca con epigrafía dorada sobre suelo verde adornan el arco apuntado de la monumental puerta de entrada. 
Cada sección consta de tres salas básicas interconectadas, a saber, el vestidor (soyunmalık), la sala fría intermedia (soğukluk, frigidarium) y la sala caliente (sıcaklık, caldarium). Los cuartos calientes de las dos secciones son adyacentes mientras que los vestidores están situados en los extremos del eje. Los cuartos están dispuestos en el orden de vestidor, cuarto fresco y cuarto caliente de la sección de hombres, seguido por el cuarto caliente, cuarto fresco y vestidor de la sección de mujeres.

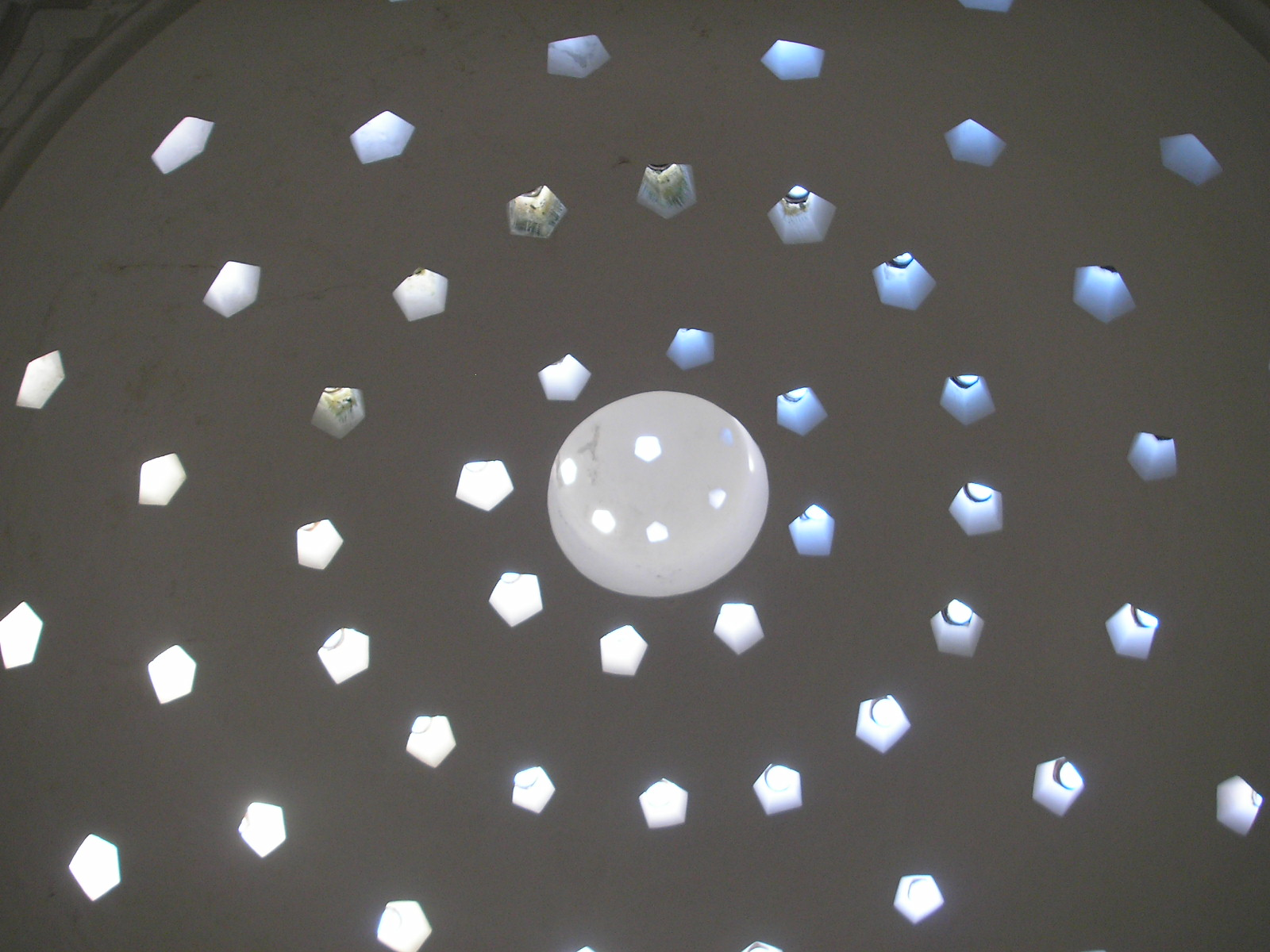
Cúpula de la sala caliente de hombres

El vestidor masculino tiene forma rectangular y está cubierto por una cúpula, que está rodeada por un friso de hojas en zigzag en técnica decorativa ablaq. La sala tiene nichos de arco apuntado en cada uno de sus cuatro costados. A un lado del cuarto fresco, techado con tres cúpulas, se encuentran los baños y al otro lado un cuarto de afeitado. Una puerta conduce a la sala caliente (en forma de cruz), que tiene cuatro logias con fuentes en las esquinas y cuatro cubículos independientes para el retiro (halvet) debajo de una pequeña cúpula. En el centro de la sala caliente, se encuentra una gran mesa octagonal de mármol y piedra llamada göbek taşı (literalmente: piedra de la barriga), en la que se acuestan los bañistas. Se sabe que esta área estaba antiguamente decorada con mosaicos. La gran cúpula de la sala caliente, que se asienta sobre las paredes de forma octogonal, tiene pequeñas ventanas de vidrio para crear una media luz desde la parte superior. La sección de mujeres tiene el mismo plano arquitectónico que la de hombres, si bien, su vestidor es un poco más pequeño.

## Restauración
El edificio permaneció cerrado durante mucho tiempo, y en algún momento se usó como almacén y se sometió a una restauración entre 1957 y 1958. En 2007, las autoridades de la ciudad de Estambul decidieron devolver el hamam a su uso original tras una pausa de 105 años y abrieron una licitación para su restauración, que fue ganada por un grupo de desarrollo turístico. Después de un proyecto de restauración de tres años que comenzó en 2008 y costó $11 millones de dólares, la casa de baños se inauguró en mayo de 2011. Actualmente es operado por el Haseki Tourism Group. 